# Bocagella curvula
Bocagella curvula är en insektsart som beskrevs av Sjöstedt 1931. Bocagella curvula ingår i släktet Bocagella och familjen gräshoppor. Inga underarter finns listade i Catalogue of Life.